# ミーズ線
ミーズ線（ミーズせん、英語: Mees' lines）もしくはアルドリッチ＝ミーズ線（アルドリッチ＝ミーズせん、英語: Aldrich–Mees' lines）、線条爪甲白斑症（せんじょうそうこうはくはんしょう、英語: leukonychia striata) は、手先や爪先の爪に出現する横断性の白線。

## 原因
ミーズ線はヒ素やタリウムなどによる重金属中毒や腎不全の場合に見られる。化学療法の患者で観察されている。

## 症状
一般的には爪を横断する白い帯状の線として出現する。爪が成長するにつれ爪の先端に移動し、爪を切れば消える。

## 名称
名称は1919年に発表したオランダ人医師のR・A・ミーズ (R.A. Mees) にちなむが、1901年にはイングランド人男性のE・S・レイノルズ (E. S. Reynolds) が、1904年にはアメリカ人のC・J・アルドリッチ (C. J. Aldrich) が同様の事例を発表していた。